# Paradís fiscal

Mapa de paradisos fiscals.

L'Illa de Man, al mig del Mar d'Irlanda està catalogada com a paradís fiscal

Un paradís fiscal (prové d'una mala traducció de l'anglès tax haven i no tax heaven, on haven significa refugi, port, mentre que heaven vol dir cel en sentit espiritual, paradís) o refugi fiscal és un territori on certs impostos són molt baixos o no existeixen. Això anima empreses i individus adinerats a establir-se en eixes àrees que, d'altra manera, serien descartades. Algunes jurisdiccions s'especialitzen a ser paradisos per a diferents tipus d'impostos, i per a diferents tipus de gent i/o companyies. Els acadèmics consideren ara que, per les activitats, els paradisos fiscals són sinònims dels centres financers extraterritorials (offshore),
Malgrat haver-se intentat de diverses maneres, és difícil trobar una definició satisfactòria o generalment acceptada d'allò què constitueix un paradís fiscal. The Economist ha adoptat, amb dubtes, la descripció feta per Colin Powell (ex-Assessor Econòmic Presidencial per Jersey): "Allò que identifica una àrea com a paradís fiscal és l'existència d'una estructura composta d'impostos establerta deliberadament per a explotar i aprofitar-se d'una demanda mundial d'oportunitats de negoci per a aconseguir evasió legal d'impostos". The Economist assenyala que aquesta definició encara exclouria un nombre de jurisdiccions que tradicionalment són considerades com paradisos fiscals. En molts casos es caracteritza per facilitar l'evasió fiscal mitjançant l'opacitat i el secretisme: aquests paradisos es neguen a donar i fins i tot conèixer la identitat i l'origen de les inversions que reben.
Els paradisos fiscals tradicionals, com Jersey, estan oberts amb taxes impositives molt baixes (poc més de zero), com a conseqüència han limitat els tractats fiscals bilaterals. Els paradisos fiscals corporatius moderns tenen taxes impositives no "zero" i nivells elevats de compliment de l'OCDE i, per tant, tenen grans xarxes de tractats bilaterals. No obstant això, les seves eines d'erosió de la base imposable i trasllat de beneficis (“BEPS”) permeten a les empreses assolir taxes impositives “efectives” més properes a zero, no només al refugi, sinó a tots els països amb els quals el refugi té tractats fiscals; posant-los en llistes de paradisos fiscals. Segons els estudis moderns, els 10 principals paradisos fiscals inclouen paradisos centrats en les empreses com els Països Baixos, Singapur, Irlanda i el Regne Unit, mentre que Luxemburg, Hong Kong, el Carib (Caiman, Bermudes i Illes Verges Britàniques) i Suïssa com a paradisos fiscals tradicionals més importants i importants paradisos fiscals de les empreses. Els paradisos fiscals de les empreses solen ser "conductes" dels paradisos fiscals tradicionals.
L'ús de paradisos fiscals comporta una pèrdua d'ingressos fiscals per a països que no són paradisos fiscals. Les estimacions de l'escala financera dels impostos evitats varien, però les més versemblants tenen un rang de 100-250 mil milions de dòlars anuals. Les estimacions de capital de paradisos fiscals també varien: les estimacions més versemblants se situen entre 7 i 10 bilions de dòlars americans (fins a un 10% dels actius mundials). El perjudici dels paradisos fiscals tradicionals i empresarials s'ha notat especialment en els països en desenvolupament, on els ingressos fiscals són necessaris per construir infraestructures.
Més del 15% dels països de vegades tenen l'etiqueta de paradisos fiscals. Els paradisos fiscals són economies principalment exitoses i ben governades, i el fet de ser refugi els ha aportat prosperitat. Els 10-15 principals països per PIB per capita, excloent els exportadors de petroli i gas, són paradisos fiscals. A causa del PIB per capita inflat (a causa dels fluxos de comptabilitat BEPS), els paradisos són propensos a un excés de palanquejament (el capital internacional redueix el valor del deute artificial amb el PIB). Això pot provocar greus cicles de crèdit i/o crisis propietats/banca quan els fluxos de capital internacionals es revisen. En són un exemple el Celtic Tiger d'Irlanda i la posterior crisi financera el 2009-2013. Jersey és un altre. La investigació mostra que els EUA són els majors beneficiaris i l'ús de paradisos fiscals per part de les empreses nord-americanes van maximitzar els rebuts per la hisenda nord-americana a llarg termini.
L'atenció a la lluita contra els paradisos fiscals (per exemple, projectes de l'OCDE-FMI) s'ha centrat en els estàndards comuns, la transparència i l'intercanvi de dades. L'augment dels paradisos fiscals de les empreses que conformen l'OCDE, les eines de la qual BEPS són les responsables de la majoria dels impostos perduts, ha provocat una crítica d'aquest enfocament davant dels baixos impostos reals pagats. Les jurisdiccions d'impostos més elevats, com els Estats Units i molts estats membres de la Unió Europea, es van apartar del Projecte BEPS de l'OCDE el 2017-2018, per introduir règims d'impostos anti-BEPS, dirigits a l'augment d'impostos nets pagats per les empreses en paradisos fiscals.